# Fabio Carpi

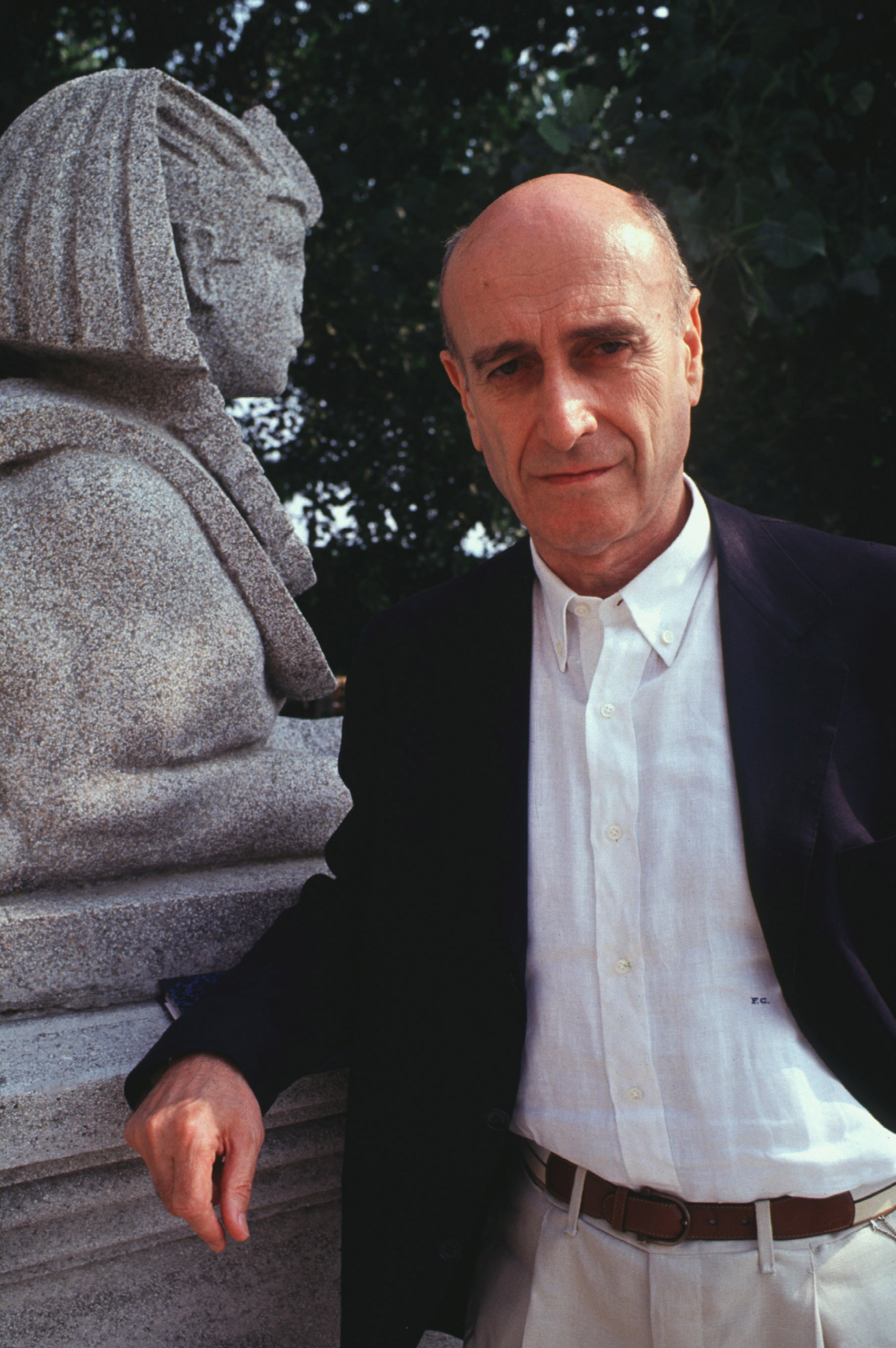
Fabio Carpi (1991)

Fabio Carpi (* 19. Januar 1925 in Mailand; † 26. Dezember 2018 in Paris) war ein italienischer Drehbuchautor, Filmregisseur und Schriftsteller.

## Leben
Carpi floh im Zweiten Weltkrieg in die Schweiz, wo er in der Zeitschrift Libera Stampa als Filmkritiker begann, was er nach seiner Rückkehr nach Italien für L’Unità fortsetzte. 1951 übersiedelte er nach Brasilien, wo er ein erstes Drehbuch schrieb und später mit einem Bronzenen Löwen bei den Filmfestspielen von Venedig erhielt. 1954 wieder in Italien, fertigte er bis 1971 weiterhin Bücher für Filme und arbeitete mit Antonio Pietrangeli, Dino Risi und Vittorio De Seta zusammen.
Hauptsächlich schuf er in den 1950er und 1960er Jahren literarische Werke als Dichter und Erzähler, darunter die Romane Dove sono i cannibali, La digestione artifiziale und Il circo di Pechino. 1968 trat er mit einem Kurzfilm erstmals als Regisseur in Erscheinung, als er eine Begegnung mit Cesare Zavattini für das Fernsehen filmte. Mit Beginn der 1970er Jahre drehte er für Kino und Fernsehen eine Reihe interessanter Arbeiten, die die normalen Sehgewohnheiten erweiterten und – auch durch die Zusammenarbeit mit Luigi Malerba – mit ihrer literarischen, metaphorischen und schwierigen Thematik Einblicke in die menschliche Psyche gewähren.

## Filmografie (Auswahl)
- 1962: Erotica (L’amore difficile), Drehbuch
- 1968: Die Odyssee (L'odissea) (Miniserie), Drehbuch
- 1974: Zeit des Friedens (L’età della pace), Drehbuch und Regie
- 1982: Schlangennest (Le ambizioni sbagliate)
- 1983: Ende in Moll (Quartetto Basileus), Drehbuch und Regie
- 1986: Musatti, matematico veneziano, Dokumentarfilm, Drehbuch und Regie
- 1990: Blaubart und seine Kinder (Barbablù, Barbablù), Drehbuch und Regie
- 2002: My Father, Rua Alguem 5555, Drehbuch
- 2003: Le intermittenze del cuore, Regie

## Auszeichnungen (Auswahl)
- 1970: Nastro d’Argento für Diario di una schizofrenica
- 1984: Goldenes Leopardenauge des Locarno Filmfestival für I cani di Gerusalemme
- 1997: David di Donatello für Nel profondo paese straniero
- 1997: Bestes Drehbuch, Großer Preis der Jury, FIPRESCI-Preis des Montréal World Film Festivals für Nel profondo paese straniero
- 2002: Goldene Pyramide des Kairo Filmfestivals für Nobel

## Schriften (Auswahl)
- Relazioni umane. Racconti. Mailand, 1964.
- mit Luigi Malerba: Die Hunde von Jerusalem. Schauspiel. Aus dem Italienischen von Karin Fleischander. Frankfurt, Verlag der Autoren 1992.